# Laurel Park (Carolina do Norte)
Laurel Park é uma cidade  localizada no estado norte-americano de Carolina do Norte, no Condado de Henderson.

## Demografia
Segundo o censo norte-americano de 2000, a sua população era de 1835 habitantes.
Em 2006, foi estimada uma população de 2110, um aumento de 275 (15.0%).

## Geografia
De acordo com o United States Census Bureau tem uma área de
7,0 km², dos quais 7,0 km² cobertos por terra e 0,0 km² cobertos por água.

## Localidades na vizinhança
O diagrama seguinte representa as localidades num raio de 8 km ao redor de Laurel Park.